# Pleasanton (Iowa)
Pleasanton es una ciudad ubicada en el condado de Decatur en el estado estadounidense de Iowa. En el Censo de 2010 tenía una población de 49 habitantes y una densidad poblacional de 54,52 personas por km².

## Geografía
Pleasanton se encuentra ubicada en las coordenadas 40°34′57″N 93°44′35″O / 40.58250, -93.74306. Según la Oficina del Censo de los Estados Unidos, Pleasanton tiene una superficie total de 0.9 km², de la cual 0.9 km² corresponden a tierra firme y (0%) 0 km² es agua.

## Demografía
Según el censo de 2010, había 49 personas residiendo en Pleasanton. La densidad de población era de 54,52 hab./km². De los 49 habitantes, Pleasanton estaba compuesto por el 100% blancos, el 0% eran afroamericanos, el 0% eran amerindios, el 0% eran asiáticos, el 0% eran isleños del Pacífico, el 0% eran de otras razas y el 0% pertenecían a dos o más razas. Del total de la población el 0% eran hispanos o latinos de cualquier raza.